# Wilhelm Tell
 Ovo je glavno značenje pojma Wilhelm Tell. Za druga značenja pogledajte Wilhelm Tell (razdvojba).
Wilhelm Tell (francuski: Guillaume Tell; talijanski: Guglielmo Tell) legendarni je švicarski nacionalni junak koji je navodno živio u 14. stoljeću u švicarskom kantonu Uri.

## Legenda
Tell je bio poznat kao vješt strijelac samostrelom. U to su vrijeme Habsburgovci željeli ojačati svoj utjecaj u Švicarskoj, što je izazivalo pobunu građana. Austrijski naglednik u Altdorfu, Albrecht Gessler, poznat i kao Hermann, postavio je svoj šešir na glavni gradski trg i naredio da se svi mještani poklone pred njim. Međutim, Tell je odbio pokloniti se, zbog čega je bio uhićen.
Za kaznu je morao pogoditi jabuku na glavi svoga sina, Waltera, a ne uspije li, obojica će biti pogubljeni. Pogodi li pak jabuku, obećan mu je oprost i sloboda. Dana 11. studenog 1307. Tell je uspio prepoloviti jabuku na sinovljevoj glavi iz jednog jedinog pokušaja. Kada ga je Gessler upitao zašto je napeo drugu strijelu, odgovorio je da bi njom ubio Gesslera da je ubio sina. Gesslera je to razljutilo te ga je uhitio i prevezao brodom preko jezera do svog dvorca u Küssnachtu. Međutim, brod je zatekla oluja, no Tell se spasio i ubio Gesslera u Küssnachtu. Taj je podvig izazvao pobunu koja je dovela do oslobođenja Švicarske od Habsburgovaca.